# Taraxacum pseudonivale
Taraxacum pseudonivale là một loài thực vật có hoa trong họ Cúc. Loài này được Malyschev miêu tả khoa học đầu tiên năm 1966.